# 黑土镇
黑土镇，是中华人民共和国贵州省毕节市织金县下辖的一个乡镇级行政单位。
2016年1月14日，贵州省人民政府批复同意撤销黑土乡建制，设置黑土镇，撤乡设镇后行政区域和政府驻地不变。

## 行政区划
黑土镇下辖以下地区：
红星村、道子村、金鸡村、联合村、尖山村、箐口村、木利村、龙洞村、梭罗村、破岩村、马场村、梭刚村、花坡村、打刮村、龙潭村、三坝村、团结村和岩上村。